# COCOA (ミュージシャン)
COCOA（ココア）は、幼稚園からの幼馴染みである二上大志郎と鈴木数正による二人組ユニット。お互いが作詞作曲を担当している。
COCOAというユニット名は「聴く人がココアを飲んだ時の様な優しく、あたたかい気持ちになってほしい」という願いからつけられたものである。 

## メンバー
- 二上 大志郎（ふたかみ だいしろう、1985年12月9日生）- ボーカル、ギター、リーダー
- 鈴木 数正（すずき かずまさ、1985年7月14日生）- ボーカル、ギター

## ディスコグラフィ

### シングル
1. Tender（2006年10月8日）
発売3ヶ月を待たずに初版1000枚を完売。後に1000枚の再プレスを行った。
2. 水色（2009年11月25日）
3. H2O（2012年5月19日）
4. 1416（2016年3月27日）
5. uapua（2016年12月30日）
6. 【amp】bird（2018年10月27日）

### ミニアルバム
1.ファスナー（2007年7月16日）
　初版1000枚を完売し、さらに1000枚の再プレスを行う。

### フルアルバム
1. 360°（2009年4月22日）
2. irodori（2011年10月22日）
3. One Cycle（2014年5月17日）
4. イヤホンジャックの向こう側（2015年4月26日）
5. 花鳥風月（2019年10月27日）

### ミュージックビデオ
- 透明（2019年10月12日公開）APOKALIPPPSのゑりかちゃんべいびーが主演を務める。
- おとなり（2019年11月11日公開）
- uapua（2017年1月18日公開）
- もいちど（2016年4月19日公開）
- 僕は知らない（2015年7月24日公開）
- C#（2015年4月6日公開）